# الحرب الليتوانية السوفيتية
الحرب الليتوانية السوفيتية أو الحرب الليتوانية البلشفية (بالليتوانية: karas su bolševikais) هي حرب قامت بين دولة ليتوانيا المستقلة حديثًا و‌جمهورية روسيا الاتحادية الاشتراكية السوفيتية في أعقاب الحرب العالمية الأولى. كانت الحرب جزءًا من التوسع السوفيتي الغربي 1918–1919. تبع الهجوم انسحاب للقوات الألمانية بنوايا تأسيس جمهوريات سوفيتية في أوكرانيا و‌روسيا البيضاء و‌ليتوانيا و‌لاتفيا و‌إستونيا و‌بولندا والاتصال بالثورة الألمانية. بنهاية ديسمبر 1918، وصلت القوات السوفيتية إلى الحدود الليتوانية. سيطر السوفييت على بلدة تلو الأخرى بدون مقاومة وسيطروا على ثُلثي الأراضي الليتوانية بنهاية يناير 1919. أوقف الليتوانيون والمتطوعون الألمان تقدم السوفييت ومنعوهم من السيطرة على العاصمة الليتوانية المؤقتة كاوناس. ابتداءً من أبريل 1919، بدأت بالتوازي مع الحرب في ليتوانيا الحرب البولندية السوفيتية. وكان لبولندا مطالبات بأراضي ليتوانية بالأخص منطقة فيلنيوس وهذه التوترات قد أشعلت شرارة الحرب البولندية الليتوانية. المؤرخ نورمان ديفيز قد لخص الوضع: «الجيش الألماني كان يدعم الليتوانيين القوميين، وكان السوفيت يدعمون الليتوانيين الشيوعيين وكان الجيش البولندي يحاربهم جميعًا».

## خلفية
أصبحت ليتوانيا جزءًا من الإمبراطورية الروسية بعد التقسيم النهائي للكومنولث البولندي اللتواني في عام 1795. خلال الحرب العالمية الأولى، احتلت ألمانيا ليتوانيا وأصبحت جزءًا من أوبر أوست. في 16 فبراير 1918، أعلن مجلس ليتوانيا الاستقلال عن كل من ألمانيا وروسيا. بعد ثلاثة أسابيع، قام البلاشفة، الذين انشغلوا بالحرب الأهلية الروسية، بالبحث عن السلام مع دول المركز ووقّعوا معاهدة بريست ليتوفسك. نبذوا المطالبات الروسية بفنلندا وإستونيا ولاتفيا وأوكرانيا وليتوانيا وبولندا. ومع ذلك، لم يُسمح لليتوانيين إلا بالحد الأدنى من الاستقلال الذاتي ولم يتمكنوا من إقامة الاستقلال الفعلي. تغير ذلك عندما خسرت ألمانيا الحرب ووقعت اتفاقية الهدنة العسكرية في 11 نوفمبر 1918. سرعان ما بدأت ليتوانيا في تنظيم المؤسسات الأساسية وأنشأت أول حكومة بقيادة أوغسطين فولديمار.
في 13 نوفمبر 1918، تخلت الحكومة الروسية السوفيتية عن معاهدة بريست ليتوفسك، التي أكدت استقلال ليتوانيا. تبع الجيش البلشفي الغربي القوات الألمانية المتراجعة مع المحافظة على مسافة حوالي 10-15 كيلومترًا (6.2-9.3 ميل) بين الجيشين. ترك الألمان المحبطون أسلحة قيمة وغيرها من المعدات للسوفييت. حاول السوفييت نشر الثورة البروليتارية العالمية وسعوا إلى إنشاء جمهوريات سوفيتية في المنطقة. رأوا دول البلطيق كحاجز أو جسر إلى أوروبا الغربية، حيث يمكنهم الانضمام إلى الثورتين الألمانية والهنغارية. بحلول نهاية ديسمبر 1918، وصلت القوات البلشفية شرق ليتوانيا.

## الأطراف المتعارضة

### الحكومة الليتوانية
لم يؤمن أوغسطين فولديمار، أول رئيس وزراء للتوانيا، بأن الجيش كان أولوية ودعا إلى حياد ليتوانيا. وأعرب عن ثقته في أن المرتزقة الألمان سيحمون ليتوانيا إلى أن يتمكن مؤتمر باريس للسلام القادم من تحقيق السلام. نظّم السكان وحدات دفاع عن النفس محلية للدفاع عن أنفسهم من الألمان المنسحبين. لم تصدر القوانين الأولى المتعلقة بالجيش إلا في 23 نوفمبر. عاد بعض الليتوانيين الذين خدموا في الجيش الروسي خلال الحرب العالمية إلى ليتوانيا وبدأوا في تنظيم الكتائب في كاوناس، هرودنا، أليتوس. كانوا يفتقرون إلى الأسلحة والذخيرة والضباط.
في نهاية شهر ديسمبر، مع وجود البلاشفة بالفعل في البلاد، أصبحت ليتوانيا بلا قيادة. ذهب أوغسطين فولديمار، أنتاناس سميتونا رئيس مجلس ليتوانيا، ومارتيناس ياس وزير المالية، إلى ألمانيا لطلب المساعدة المالية. اقترح الجنرال كوندراتافيسيوس، نائب وزير الدفاع، التراجع إلى هرودنا ورفض قيادة الدفاع الليتواني. استقال أول مجلس وزراء في 26 ديسمبر 1918. تدخّل ميكولاس سليشيفيوس ونظم حكومة جديدة. في 29 ديسمبر، أصدروا أول نداء جماعي بأربع لغات للمتطوعين في الجيش الليتواني. تبنت حكومة سليزيفيتش سياسة جديدة بشأن إصلاح الأراضي، والتي يمكن تلخيصها في شعار «الأرض لأولئك الذين يزرعونها». وهذا يعني أن الأرض سوف تؤخذ من كبار ملاك الأراضي ويعاد توزيعها للمتطوعين مجانًا وللفلاحين الصغار مقابل رسوم. تم الإعلان عن تعبئة الضباط في 25 يناير؛ استجاب نحو 400 شخص.

### المتطوعون السكسون
في برلين، وقع سميتونا وإيكاس اتفاقية قرض مع ألمانيا بقيمة 100 مليون مارك. استخدما الأموال في المقام الأول لبناء وتزويد الجيش. تفاوضا كذلك على دعم ألماني مباشر في الحرب ضد السوفييت. طلبت المادة 12 من اتفاقية الهدنة من الألمان حماية ليتوانيا من الهجمات السوفيتية المحتملة، ولكن ألمانيا كانت مهتمة أيضًا بالحفاظ على نفوذها في المنطقة وإضعاف روسيا. في البداية حاولوا تنظيم المتطوعين من جنود الجيش الألماني المتراجع، بقيادة الجنرال إريك فون فالكنهاين. لكن الجنود كانوا متعبين ومحبطين وأرادوا العودة إلى ديارهم في أقرب وقت ممكن. استمر التوظيف في ألمانيا، وخاصة في ولاية سكسونيا. دُفع للمتطوعين 30 مارك في الشهر بالإضافة إلى 5 مارك في اليوم للتسجيل لمدة ثلاثة أشهر. وصل المتطوعون السكسون الأوائل، كما أصبحوا معروفين، إلى كاوناس في بداية شهر يناير، وتبين لاحقًا أن بعضًا منهم غير صالح للخدمة ورجعوا إلى ألمانيا. بحلول نهاية يناير، بلغ عدد المتطوعين الألمان 4,000. لم يكونوا موثوقين للغاية حيث زادت الثورة الألمانية من شعبية العصبة الأسبرطية والذرائع السوفيتية. كانت هناك عدة محاولات للانقلاب ضد الحكومة الليتوانية. كان هؤلاء المتطوعون متمركزين في كاوناس وما حولها: أليتس، جونافا، كيدينياي، بايسوغالا.
تم تنظيمهم في البداية في الفرقة السادسة والأربعين من متطوعي الساكسون. في 22 فبراير، أصبح الفريق والتر فون إيبرهارت قائدا لها. في أبريل-مايو، أعيد تنظيم القوات الألمانية في لواء المتطوعين في جنوب ليتوانيا الذي يتألف من ثلاثة أفواج (18 و19 و 20) وكتيبة منفصلة في راسينياي. قاتل الفوج الثامن عشر إلى جانب الليتوانيين؛ حرس فوج 19 منطقة كاوناس ولم يشارك في المعركة؛ تمركز الفوج العشرين في هرودنا ثم في الكدينيا؛ التحقت الكتيبة المنفصلة بالبرمونتيين. نظم بالتيش لاندزوير، بقيادة الجنرال روديجر فون دير جولتز، انقلابًا على الحكومة اللاتفية واستولى على ريغا. في 23 مايو، طلب مؤتمر باريس للسلام الذي رد على هذه الأحداث من ألمانيا أن تسحب قواتها من كل من لاتفيا وليتوانيا بمجرد أن تتمكن القوات المحلية من الدفاع عن نفسها. غادر آخر المتطوعين السكسون ليتوانيا في منتصف يوليو.

### استشهادات
1. ↑  Lesčius 2004، صفحة 173
2. 1 2  Skirius 2002b
3. ↑  Davies 1998، صفحة 934
4. ↑  Davies 1982، صفحة 506
5. ↑  Langstrom 2003، صفحة 52
6. ↑  Eidintas, Žalys & Senn 1999، صفحة 30
7. ↑  Čepėnas 1986، صفحة 315
8. ↑  Čepėnas 1986، صفحة 316
9. ↑  Lesčius 2004، صفحة 22
10. ↑  Kamuntavičius et al. 2001، صفحة 352
11. ↑  Truska 1995، صفحة 52
12. ↑  Truska 1995، صفحات 52–53
13. ↑  Čepėnas 1986، صفحة 317
14. ↑  Lesčius 2004، صفحة 40
15. ↑  Rauch 1970، صفحات 62–63
16. ↑  Kamuntavičius et al. 2001، صفحة 354

### عامة
- Ališauskas, Kazys (1953–1966), "Lietuvos kariuomenė (1918–1944)", Lietuvių enciklopedija (بالليتوانية), Boston, Massachusetts: Lietuvių enciklopedijos leidykla, vol. XV, قالب:LCC
- Blaževičius, Kazys (24 Nov 2004), "Lietuvos laisvės kovos 1919-1923 metais", XXI amžius (بالليتوانية), vol. 88, Archived from the original on 2013-05-17
- Čekutis, Ričardas; Žygelis, Dalius (29 Jan 2007), Laisvės kryžkelės. 1918–1920 m. laisvės kovos (بالليتوانية), Bernardinai.lt, Archived from the original on 2017-09-02, Retrieved 2008-08-25
- Čepėnas, Pranas (1986), Naujųjų laikų Lietuvos istorija (بالليتوانية), Chicago: Dr. Griniaus fondas, vol. II, ISBN:5-89957-012-1
- Davies، Norman (1998)، Europe: A History، HarperPerennial، ISBN:0-06-097468-0
- Davies, Norman (1982), God's Playground: A History of Poland (بالإنجليزية), Columbia University Press, vol. II, ISBN:0-231-05353-3, Archived from the original on 2022-04-07
- Eidintas, Alfonsas; Žalys, Vytautas; Senn, Alfred Erich (1999), Lithuania in European Politics: The Years of the First Republic, 1918–1940 (بالإنجليزية) (الورقية ed.), New York: St. Martin's Press, ISBN:0-312-22458-3, Archived from the original on 2020-01-28
- Jēkabsons, Ēriks (2006), "Lietuvos kariuomenė Ilūkstės apskrityje 1919–1920 metais", Karo archyvas (بالليتوانية), vol. XXI, ISSN:1392-6489, Archived from the original on 2023-04-05
- Kamuntavičius, Rūstis; Kamuntavičienė, Vaida; Civinskas, Remigijus; Antanaitis, Kastytis (2001), Lietuvos istorija 11–12 klasėms (بالليتوانية), Vilnius: Vaga, ISBN:5-415-01502-7
- Lane, Thomas (2001), Lithuania: Stepping Westward (بالليتوانية), Routledge, ISBN:0-415-26731-5, Archived from the original on 2020-11-01
- Langstrom, Tarja (2003), Transformation in Russia and International Law (بالإنجليزية), Martinus Nijhoff Publishers, ISBN:90-04-13754-8, Archived from the original on 2020-01-28
- Lesčius, Vytautas (2004), Lietuvos kariuomenė nepriklausomybės kovose 1918–1920 (PDF), Lietuvos kariuomenės istorija (بالليتوانية), Vilnius: General Jonas Žemaitis Military Academy of Lithuania, ISBN:9955-423-23-4, Archived from the original (PDF) on 2015-01-02
- Łossowski, Piotr (1966), Stosunki polsko-litewskie w latach 1918–1920 (بالبولندية), Warsaw: Książka i Wiedza, OCLC:9200888
- MacQueen, Michael (1998), "The Context of Mass Destruction: Agents and Prerequisites of the Holocaust in Lithuania", Holocaust and Genocide Studies (بالإنجليزية), vol. 12, DOI:10.1093/hgs/12.1.27, Archived from the original on 2009-09-30
- Raštikis, Stasys (Feb 1973), "Kovos dėl Lietuvos nepriklausomybės 1918–1919", Aidai (بالليتوانية), vol. 2, ISSN:0002-208X, Archived from the original on 2019-12-11
- Rauch, Georg von (1970), The Baltic States: The Years of Independence (بالإنجليزية), University of California Press, ISBN:0-520-02600-4
- Senn, Alfred Erich (Sep 1962), "The Formation of the Lithuanian Foreign Office, 1918–1921", Slavic Review (بالإنجليزية), vol. 3, DOI:10.2307/3000451, ISSN:0037-6779
- Skirius, Juozas (2002a), "Lietuvos–Rusijos Sovietų Federacinės Socialistinės Respublikos taikos sutartis", Gimtoji istorija. Nuo 7 iki 12 klasės (بالليتوانية), Vilnius: Elektroninės leidybos namai, ISBN:9986-9216-9-4, Archived from the original on 2008-03-03, Retrieved 2008-03-30
- Skirius, Juozas (2002b), "Nepriklausomybės kovos 1918–1920 metais", Gimtoji istorija. Nuo 7 iki 12 klasės (بالليتوانية), Vilnius: Elektroninės leidybos namai, ISBN:9986-9216-9-4, Archived from the original on 2008-03-03, Retrieved 2008-08-26
- Snyder, Timothy (2004), The Reconstruction of Nations: Poland, Ukraine, Lithuania, Belarus, 1569–1999 (بالإنجليزية), Yale University Press, ISBN:0-300-10586-X, Archived from the original on 2020-01-28
- Truska, Liudas (1995), Drilinga, Antanas (ed.), Lietuvos Respublikos prezidentai (بالليتوانية), Vilnius: Valstybės leidybos centras, ISBN:9986-09-055-5
- White, James D. (1994), "National Communism and World Revolution: The Political Consequences of German Military Withdrawal from the Baltic Area in 1918–19", Europe–Asia Studies (بالإنجليزية), vol. 8, ISSN:0966-8136